# Busento
Busento este un râu din Calabria, Italia care izvorăște din muntele Cocuzzo, fiind un afluent al râului Crati.

## Istoria
Regele Alaric I, după distrugerea Romei, a mers spre sudul Italiei, unde s-a îmbolnăvit, murind în 410 d.Hr. În conformitate cu obiceiul vizigot, Alaric a fost îngropat împreună cu comoara sa jefuită din Roma chiar sub râul Busento, care cu această ocazie a fost deviat de la cursul său de către o mare lucrare de inginerie hidraulică. După ce a fost readus râu în albiile sale naturale, sclavii care au lucrat au fost uciși de către armata vizigotă, pentru a rămâne secret locul înmormântării.